# Campiglossa longicauda
Campiglossa longicauda är en tvåvingeart som beskrevs av Wang 1996. Campiglossa longicauda ingår i släktet Campiglossa och familjen borrflugor. Inga underarter finns listade.